# Бири (Оаза)
Бири (фр. Bury) насеље је и општина у североисточној Француској у региону Пикардија, у департману Оаза која припада префектури Клермон.
По подацима из 2011. године у општини је живело 2.974 становника, а густина насељености је износила 174,43 становника/km². Општина се простире на површини од 17,05 km². Налази се на средњој надморској висини од 33 метара (максималној 124 m, а минималној 33 m).

## Демографија
| 1962. | 1968. | 1975. | 1982. | 1990. | 1999. | 2011. |
| ----- | ----- | ----- | ----- | ----- | ----- | ----- |
| 2.139 | 2.540 | 2.662 | 2.657 | 2.822 | 2.891 | 2.974 |

График промене броја становника у току последњих година